# Al-Mansur ibn al-Mujàhid
Al-Màlik al-Mansur Nàssir-ad-Din Ibrahim ibn al-Màlik al-Mujàhid Àssad-ad-Din Xírkuh —àrab: الْمَلِكُ الْمَنْصُورُ نَاصِرُ الدِّينِ إِبْرَاهِيمُ بن المجاهد أسد الدين شيركوه, al-Malik al-Manṣūr Nāṣir ad-Dīn Ibrāhīm b. al-Mujāhid Asad ad-Dīn Xīrkūh—, més conegut simplement com a Ibrahim ibn Xírkuh o al-Mansur ibn al-Mujàhid (mort el 28 de juny de 1246) fou emir aiúbida de Homs del gener/febrer del 1240, quan va succeir al seu pare al-Mujàhid Àssad-ad-Din Xírkuh, al 1246, sota dependència inicialment d'as-Sàlih Ismaïl, de Damasc (1239-1245). Del principat de Homs depenien en aquell moment Tadmur, Rabha i Maksin.
El 1240 les bandes de khwarizms van creuar l'Eufrates i van començar a saquejar Síria del nord. Després de la derrota de l'exèrcit del príncep d'Alep a Buzaa (octubre/novembre del 1240) davant aquestes bandes de khwarizms, Ibrahim ibn Xírkuh fiu nomenat comandant en cap de les forces aliades aiubites i seljúcides i es va dirigir a la Síria del nord amb un reforç de tropes de Damasc per combatre les bandes; el gener del 1241 les bandes de khwarizms van amenaçar Alep, però no van atacar la ciutat i després de maniobres d'encerclament es van retirar cap a l'est. Ibrahim els va perseguir i els va derrotar a Ar-Raqqà però no va poder impedir la seva retirada cap a Haran on es van reagrupar. El va derrotar per segona vegada en una batalla prop d'Edessa el 25 d'abril del 1241 en què els va derrotar de manera greu, però els que van sobreviure es van replegar a Haran i allí van recollir a les famílies i es van retirar cap al sud a territori abbàssida. Els territoris abandonats foren recuperats per aiubites i seljúcides i al-Khabur i Karkisiyya foren incorporades al principat d'Homs. Unit a l'exèrcit seljúcida, Ibrahim va assaltar la fortalesa d'Amida que estava en poder del sultà as-Sàlih Ayyub ibn al-Kamil d'Egipte que pretenia dominar Síria i Al-Jazira, i li van arrabassar totes les seves possessions excepte Hisn Kayfa.
En la següent campanya l'estiu del 1242, el mes d'agost Ibrahim va derrotar a les bandes khwarizms a la zona d'Alep. L'any següent, 1243, as-Sàlih Ayyub va intentar un acord de pau amb el seu rival as-Sàlih Ismaïl de Damasc, acord dirigit contra an-Nàssir Dawud de Kerak o Transjordània (1229-1248); llavors Ibrahim fou convidat pels dos nous aliats a reconèixer as-Salih Ayyub d'Egipte com a sultà i al-Salih Ismail el va enviar en campanya contra Dawud, amb l'orde d'assetjar i conquerir la fortalesa d'Adjlun. A la campanya del 1244 va derrotar els khwarizms entre abril i juny del 1244. L'alianza dels dos al-Salih es va trencar la primavera del 1244, i Ibrahim va romandre lleial al seu antic senyor al-Salih Ismail; Daud també va tornar a ser aliat de Damasc; a més a més els templaris donaven suport a aquesta coalició. Les forces dels tres prínceps van envair Egipte: al-Salih Ismail va avançar cap a Gaza, Dawud cap a Jerusalem i Ibrahim cap a Acre (a aquesta ciutat havia de segellar el seu pacte amb els croats); abans d'arribar a aquesta ciutat bandes de khwarizms, contractades per al-Salih Ayyub, van tornar a creuar l'Eufrates i Ibrahim i els seus companys de coalició van abandonar el projecte d'invasió per anar a lluitar amb els seus aliats contra ells, però aquesta vegada, tot i el suport de soldats croats, van patir una derrota completa al nord-est de Gaza, a Harbiyya o Forbie (17 d'octubre de 1244) i Ibrahim es va escapar per poc, amb només un grapat de companys.
El maig del 1245 as-Sàlih Ayyub va assetjar Damasc que es va rendir el novembre següent; al-Salih Ismail va rebre Baalbek en compensació; llavors, amb la idea de reprendre Damasc, es va aliar a les bandes de khwarizms (que eren mercenaris i servien a qualsevol), les quals amb el suport també del senyor Izz al-Din de Salkhad van assetjar Damasc (març del 1246); el setge fou greu i els habitants van quedar reduïts a haver de menjar gossos. Pero Ibrahim i al-Nasir Yusuf ibn al-Aziz d'Alep (1236-1260) van formar coalició per enfrontar als atacants que temien acabarien controlant Síria si conquerien Damasc; Ibrahim va actuar a contracor, ja que salvar Damasc suposava reforçar el poder al sud de Síria del seu enemic as-Sàlih Ayyub d'Egipte, però finalment va decidir actuar i junt al seu aliat d'Alep va reunir bandes de turcmans i de beduïns mercenaris amb els quals es va dirigir a Damasc; les forces assetjants van abandonar Damasc i es van dirigir al nord i van enfrontar a l'exèrcit enemic prop del llac d'Homs, on les bandes coràsmies foren derrotades de manera tan completa (26 de maig de 1246) que quasi van quedar exterminades i el seu poder a Síria es va acabar per sempre. Llavors Ibrahim es va dirigir a Baalbek que estava defensada pel fill d'al-Salih Ismail, al-Mansur Mahmud, al que volia castigar per la seva aliança amb els khwarizms; va capturar la ciutat fàcilment però en arribar a la ciutadella, que difícilment podia conquerir, es va retirar a Homs.
Ibrahim va entrar a Damasc en nom d'al-Salih Ayyub, però es va instal·lar a Nayrab, a l'oest de la ciutat i va negociar amb el sultà d'Egipte un acord (que segurament buscava la cessió de Damasc); as-Sàlih Ayyub el va convidar al Caire a negociar i Ibrahim va acceptar però llavors es va posar malalt i va morir el 28 de juny de 1246 sent enterrat a Homs. El va succeir el seu fill Abu-l-Fath Mussa, amb el títol d'Al-Àixraf ibn al-Mansur, que es va reconèixer vassall d'as-Sàlih Ayyub al que va cedir Damasc.